# 이한호 (1946년)
이한호(李漢鎬, 음력 1946년 3월 6일 ~ )는 대한민국의 제28대 공군참모총장을 역임한 공군 군인이다.

## 학력
- 부산고등학교
- 대한민국 공군사관학교 17기 학사
- 미국 공군참모대학교
- 경희대학교 언론정보대학원 언론학 석사

## 주요 경력
- 1994~1995 공군 전투비행단장
- 1998~2000 공군본부 정보작전참모부장
- 2002~2003 공군본부 작전사령관
- 2003~2005 제28대 공군본부 참모총장
- 2006~2006 한서대학교 교양학부 초빙교수
- 2006~2008 제14대 대한광업진흥공사 사장
- 2008      해외자원개발협회 부회장
- 2021~2023 제17대 대한민국 예비역 장성모임 성우회 회장
- 2023~     대한민국 예비역 장성모임 성우회 고문

## 주요 훈장
- 1989 대통령 공로표창
- 2000 보국훈장 국선장
- 2005 미 공로훈장

| 전임 김대욱 | 제28대 공군참모총장 2003년 10월 11일 ~ 2005년 10월 7일 | 후임 김성일 |